# Soanlax
Soanlax ((Soanlaks), finska: Soanlahti, ryska: Soanlachti) var en tidigare kommun i Salmis härad i Viborgs län.
Ytan var 433,3 km² och 1.447 människor med ett befolkningstäthet av 3,3 km² (31 december 1908).
Soanlax var enspråkigt finskt och blev del av Sovjetunionen efter andra världskriget.